# The Custom House

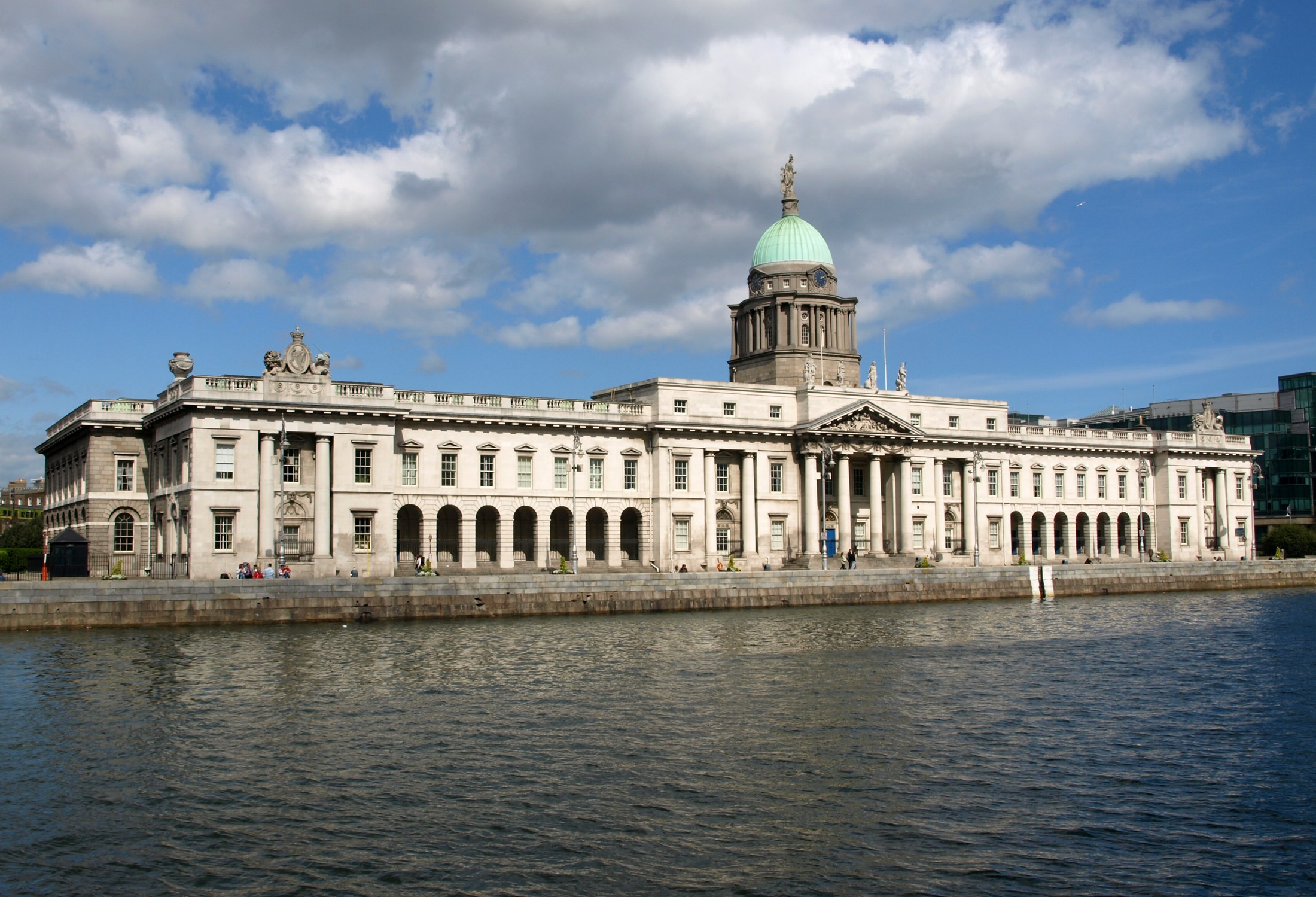
Elewacja południowa Custom House, widok od strony rzeki Liffey

The Custom House (irl. Teach an Chustaim) – neoklasycystyczny budynek z XVIII wieku w Dublinie w Irlandii. Budynek położony jest na północnym brzegu rzeki Liffey przy Custom House Quay (Dublin 1) między mostami: Butt Bridge i Talbot Memorial Bridge. Custom House jest siedzibą Departamentu środowiska, społeczności i samorządu lokalnego Republiki Irlandzkiej.
Budynek zaprojektowany został przez angielskiego architekta Jamesa Gandona jako nowa komora celna dla dublińskiego portu. Był to pierwszy tak duży projekt tego architekta i pierwszy tak duży wolnostojący publiczny budynek w Dublinie. Do prac nad nim Gandon zaprosił irlandzkich artystów i rzemieślników: kamieniarzy Henry'ego Darleya i Johna Semple'a oraz cieślę Hugh Henry'ego. Wszystkie cztery elewacje budynku udekorowane są płaskorzeźbami Edwarda Smytha przedstawiającymi główne rzeki Irlandii. Za posągi na kopule i zwieńczeniu budynku odpowiedzialny był inny artysta, Henry Banks. Po 10 latach budowy budynek oddano do użytku 7 listopada 1791 roku. Jego koszt wyniósł, olbrzymią jak na tamte czasy sumę, 200 tys. funtów.

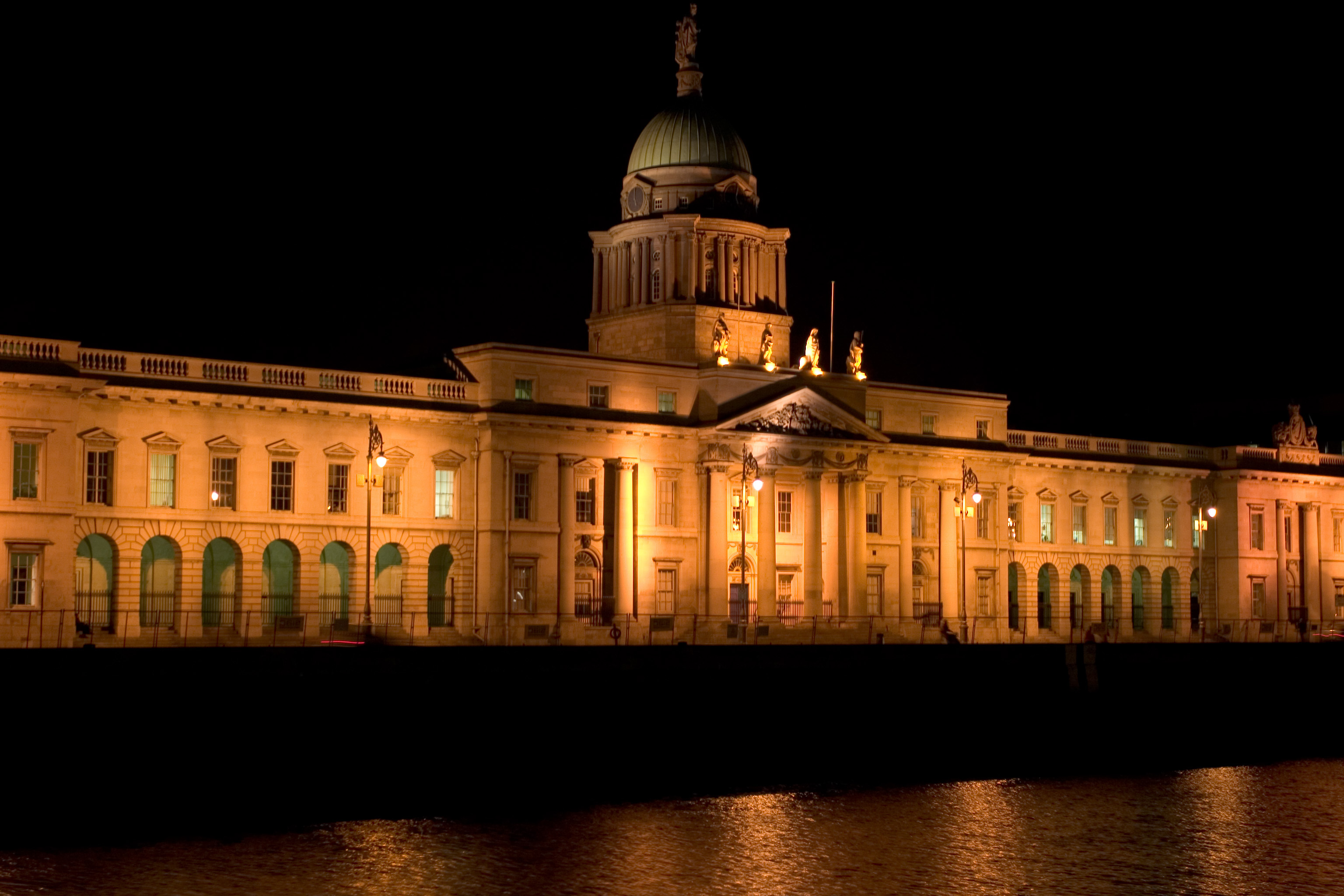
The Custom House nocą

Kiedy port przeniesiono w dół rzeki budynek przestał być używany jako komora celna i zaczęto używać go jako siedziby lokalnego rządu. Podczas wojny o niepodległość w 1921 Irlandzka Armia Republikańska spaliła budynek "świętując" zwycięstwo Sinn Féin w wyborach. Oryginalne wnętrza projektu Gandona zostały doszczętnie zniszczone przez pożar, a wieża z kopułą  zawaliła się. Ogień zniszczył też liczne dokumenty i historyczne archiwa. Mimo osiągnięcia celu, jakim było zniszczenie budynku, IRA podczas ataku na Custom House i późniejszego odwrotu straciła wielu żołnierzy. Po podpisaniu traktatu angielsko-irlandzkiego budynek został odbudowany przez rząd Wolnego Państwa Irlandzkiego. Ślady odbudowy widoczne są do dziś. Rząd promując lokalne materiały użył do odbudowy irlandzkiego wapienia z Ardbraccan, który jest ciemniejszy niż pierwotny kamień z wyspy Portland. 
Kolejna restauracja i czyszczenie kamienia na budynku przeprowadzone zostały przez państwową agencję zajmującą się utrzymaniem i konserwacją zabytków Office of Public Works (OPW). Rozpoczęto je w latach 80. XX wieku i ukończono w 200-setną rocznicę oddania do użytku w 1991.